# オールジャパンメガネチェーン
協同組合オールジャパンメガネチェーン（英: All Japan Optometric Co-operative）とはボランタリー・チェーンで展開する中小企業等協同組合である。

## 概要
全国に展開するメガネボランタリーチェーンとして、1958年に設立されて以来「ビジョンケア」を理念として掲げている。そもそもビジョンケアとは、「顧客の視力の総合的なサポート」と定義している。組合の活動としては、各種会議･勉強会などの開催を通じて加盟店同士での経営強化やサービス向上を図っている。商品事業は、組合の規模を生かした共同仕入れ･組合独自の新商品開発･商品の最新情報提供をしている。販売促進事業は加盟店が協力することで、PR費用を安くすることに成功している。

## 加盟会社
- 富士メガネ
- 水晶堂
- 玉屋眼鏡店
- メガネの水晶堂
- メガネの相沢
- 内山眼鏡店
- クロサワ眼鏡店
- 南海堂
- 勉強堂
- 清水メガネ
- 中村眼鏡店
- ノセ眼鏡店
- セイビドー
- 光学堂眼鏡店
- 疋野脩治眼鏡店
- キクチメガネ
- オプト
- 塩見和諧堂
- 亀井眼鏡店
- メガネのタナカヤ
- ヨシダ
- イシモト
- 佐藤眼鏡店
- 生眼堂
- ヤノメガネ
- メガネの大宝堂